# Schweizerische Nationalbibliothek
Die Schweizerische Nationalbibliothek (NB) (französisch Bibliothèque nationale suisse (BN), italienisch Biblioteca nazionale svizzera (BN), rätoromanisch Biblioteca naziunala svizra (BN)ⓘ) befindet sich in Bern. Bis Ende 2006 lautete ihr deutscher Name Schweizerische Landesbibliothek (SLB). Die Schweizerische Nationalbibliothek ist eine Institution des Bundesamtes für Kultur (BAK) innerhalb des Eidgenössischen Departementes des Innern (EDI).
Die Bibliothek hat den gesetzlichen Auftrag, alle Publikationen zu sammeln, zu erschliessen, zu erhalten und zu vermitteln, die in der Schweiz erscheinen, sich auf die Schweiz oder auf Personen mit schweizerischem Bürgerrecht oder Wohnsitz beziehen oder von schweizerischen oder mit der Schweiz verbundenen Autoren geschaffen oder mitgestaltet werden, und zwar unabhängig von der Sprache. Die Schweizerische Nationalbibliothek ist die erste Anlaufstelle für Helvetica. Seit 1992 betrifft dies nicht mehr nur gedruckte Werke, sondern auch andere Informationsträger. Ferner sammelt die NB Publikationen von internationalen Organisationen, die ihren Sitz in der Schweiz haben (bspw. UNO, WHO etc.) oder die NB vertraglich zur Depositarin in der Schweiz bestimmt haben.
Die Nationalbibliothek hat derzeit einen Bestand von 5,6 Millionen Medien, sie hat 120 Vollzeitstellen, und ihr Budget betrug 2008 rund 32 Millionen Franken.

## Geschichte

### Chronologie

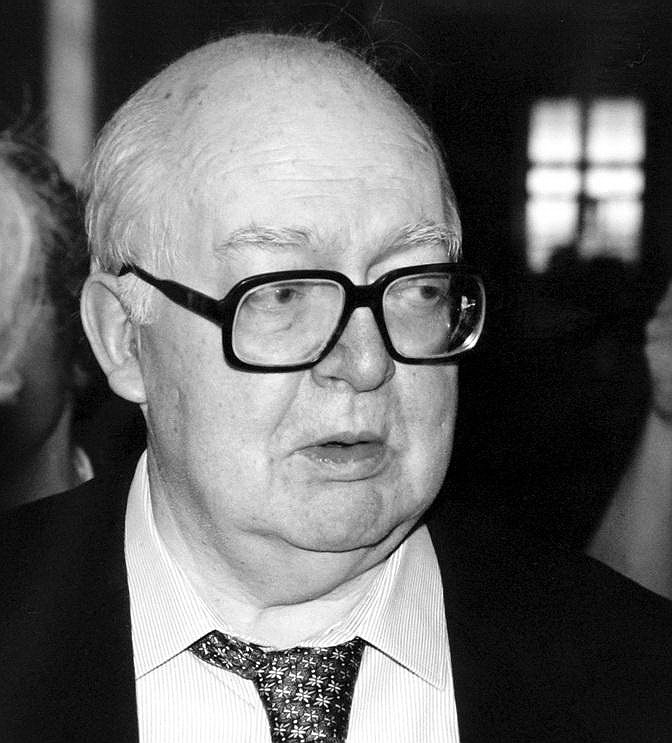
Friedrich Dürrenmatt, Ideenstifter für das Schweizerische Literaturarchiv

Initiiert wurde die damalige Landesbibliothek vom Zürcher Dialektologen und Bibliothekar Friedrich Staub im Jahre 1891. Am 28. Juni 1894 genehmigte die Schweizerische Bundesversammlung den «Bundesbeschluss betreffend die Errichtung einer schweizerischen Landesbibliothek». 1895 nahm diese ihre Tätigkeit auf und eine übergeordnete Bibliothekskommission wurde eingesetzt.
Der Umzug in neue Räumlichkeiten im Jahr 1899 ermöglichte der Bibliothek, die Sammlungen für das Publikum zu öffnen.
1901 erschien zum ersten Mal das Bibliographische Bulletin der Schweizerischen Landesbibliothek, das auf Neuzugängen der Schweizerischen Landesbibliothek beruhte. Bereits in den ersten Jahren des Bestehens wurden neben Monografien und Periodika auch Handschriften, grafische Blätter und Fotografien gesammelt. Die Bildersammlung der Landesbibliothek erhielt 1990 die Bezeichnung Graphische Sammlung der Schweizerischen Nationalbibliothek.
Am 29. September 1911 beschloss die Bundesversammlung 1911 das «Bundesgesetz betreffend die schweizerische Landesbibliothek»; es trat am 1. Januar 1912 in Kraft. Im Jahr 1915 traf die Schweizerische Landesbibliothek ein Übereinkommen mit den Schweizer Verlegern, in dem diese der Bibliothek ein gratis Exemplar von jedem verlegten Titel zusicherten. Im Jahr 1928 wurde der Schweizerische Gesamtkatalog ins Leben gerufen, 60 Jahre später, im Jahr 1991 wurde das Schweizerische Literaturarchiv (SLA), das auf Anregung von Friedrich Dürrenmatt geschaffen wurde, eingeweiht. Neben dem Nachlass von Dürrenmatt bildete die Handschriften-Sammlung der Landesbibliothek den Grundstock des SLA. Es sammelt seit seiner Gründung literarische Nachlässe aus allen vier Sprachregionen und seit 2011 ausgewählte Verlagsarchive.
Am 19. Februar 1992 unterbreitete der Bundesrat mit seiner «Botschaft über die Reorganisation der Schweizerischen Landesbibliothek» den Entwurf einer Totalrevision des veralteten Gesetzes von 1911; die Bundesversammlung verabschiedete das neue «Bundesgesetz über die Schweizerische Landesbibliothek» am 18. Dezember 1992.
1993 nahm die Schweizerische Landesbibliothek ihren elektronischen Katalog Helveticat in Betrieb, der mit Software der Firma VTLS betriebenen wurde. Im Jahr darauf machte sie Helveticat öffentlich zugänglich. 1995 beteiligte sich die Schweizerische Landesbibliothek an der Gründung von Memoriav, dem Verein zur Erhaltung des audiovisuellen Kulturgutes der Schweiz. 2000 wurde das neu gegründete Centre Dürrenmatt Neuchâtel (CDN) als Aussenstelle des SLA bzw. der Landesbibliothek eröffnet.
1996 entstand auf Initiative der Graphischen Sammlung der Landesbibliothek der Schweizerische Plakatgesamtkatalog (CCSA, Catalogue collectif des affiches suisses), später umbenannt in Kollektivkatalog der Schweizer Plakate (KKSP). Er verzeichnet wichtige Plakatbestände verschiedener Schweizer Bibliotheken und Museen.
Im Jahr 2003 ging die Website SwissInfoDesk, eine kommentierte Liste von relevanten Links zu Schweizer Themen, online. Im Jahr 2005 initiierte die Schweizerische Landesbibliothek das Projekt Virtuelle Auskunft über die Schweiz, eine Partnerschaft von Bibliotheken in der Schweiz und im Ausland, die bereit sind, in ihrem jeweiligen Themenbereich Anfragen aus dem Publikum zu beantworten, welche die Partnerbibliotheken einander weiterleiten. Die Partnerschaft wurde 2023 umgeformt in ein Netzwerk zum fachlichen Austausch unter Spezialisten der Informationsvermittlung.
Im Jahr 2003 wurde das ISIL-System als Norm ISO 15511 vereinbart. ISIL steht für «International Standard Identifier for Libraries and Related Organizations» («Internationale Standard-Kennzeichnung für Bibliotheken und verwandte Einrichtungen»). In Übereinstimmung mit dieser Norm hat die Schweizerische Nationalbibliothek das ISIL-Zentrum Schweiz eingerichtet. Dieses vergibt die ISIL-Kennzeichen mit dem Präfix CH bzw. LI (für das Fürstentum Liechtenstein) und führt das Verzeichnis der Namen und Adressen der gekennzeichneten Institutionen.
2007 wechselte die Bibliothek ihren deutschen Namen zu Schweizerische Nationalbibliothek. Im selben Jahr wurde das Eidgenössische Archiv für Denkmalpflege, das seit 1886 Fotografien, Akten und Pläne zu Baudenkmälern, archäologischen Grabungen sowie zum Ortsbild- und Landschaftsschutz sammelt, in die Graphische Sammlung integriert. 2008 wurde die online Archivdatenbank HelveticArchives freigeschaltet, die die Sammlungen des Schweizerischen Literaturarchivs und der Graphischen Sammlung erschliesst. Unter dem Namen «ISplus» war auch das Gesamtverzeichnis der Schweizer Gedächtnisinstitutionen in HelveticArchives integriert; bis 2024 diente ISplus zugleich als nationales ISIL-Verzeichnis. Ebenfalls integriert war das Repertorium der handschriftlichen Nachlässe in den Bibliotheken und Archiven der Schweiz.
Seit 2011 sind auch die elektronischen Sammlungen, die sogenannten e-Helvetica, für Recherchen zugänglich.
Die Schweizerische Nationalphonothek (FN) mit Standort in Lugano ist seit 2016 organisatorisch der Schweizerischen Nationalbibliothek angeschlossen.
Die Strategie 2012–2019 der Schweizerischen Nationalbibliothek stand unter dem Motto Die Zukunft ist digital. Aber das Papier bleibt. Damit stellte sie sich auf die neue gesellschaftliche Entwicklungen ein, führte aber gleichzeitig ihre hergebrachten Aufgaben weiter. Die Strategie 2020–2028 formuliert als Mission Quellen aus der Schweiz für die Welt – überall und für alle zugänglich.

### Baugeschichte

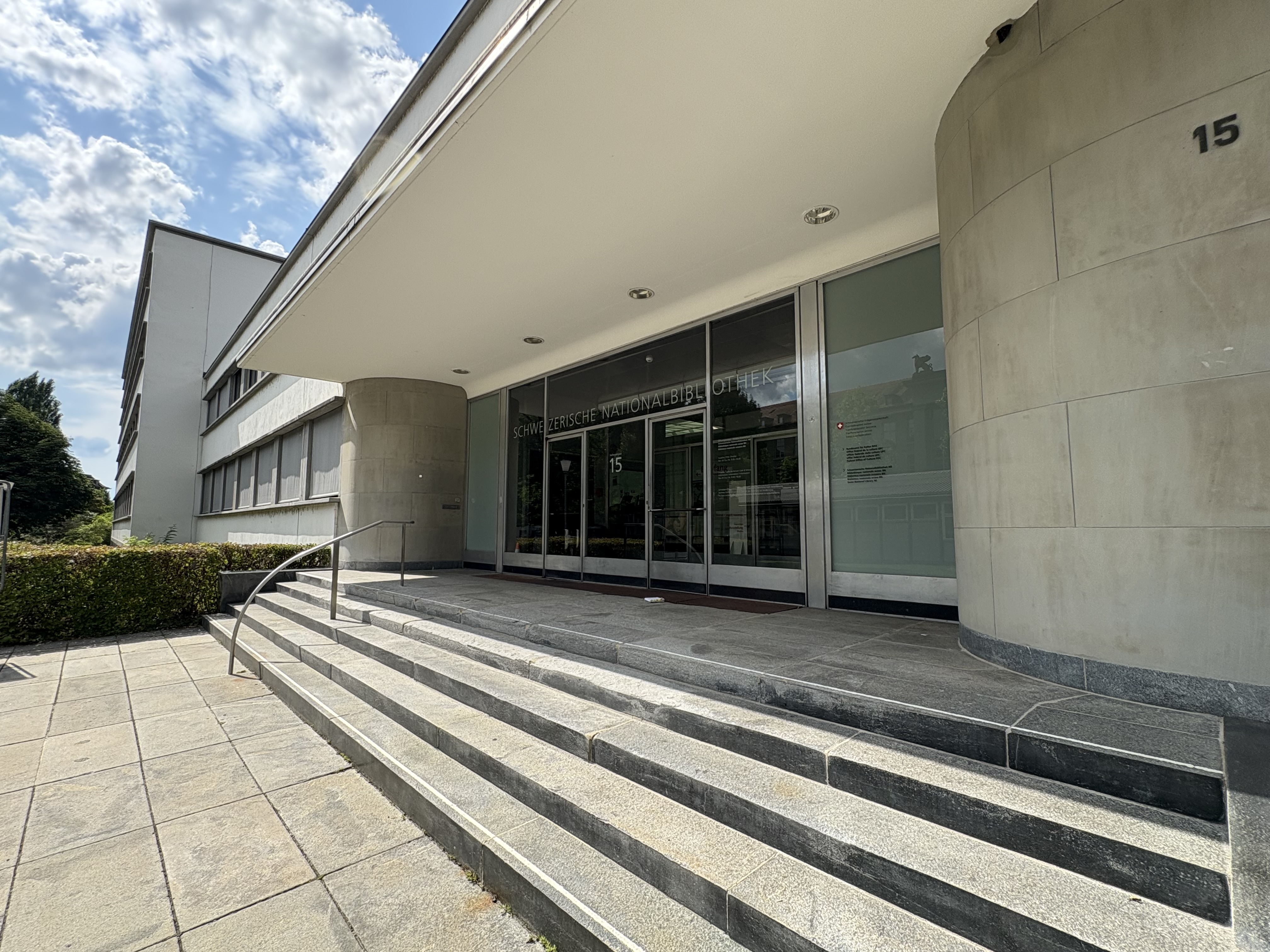
Das Bundesamt für Kultur und die Schweizerische Nationalbibliothek an der Hallwylstrasse 15 in Bern.

Der Haupteingang mit dem früheren Namen «Schweizerische Landesbibliothek»

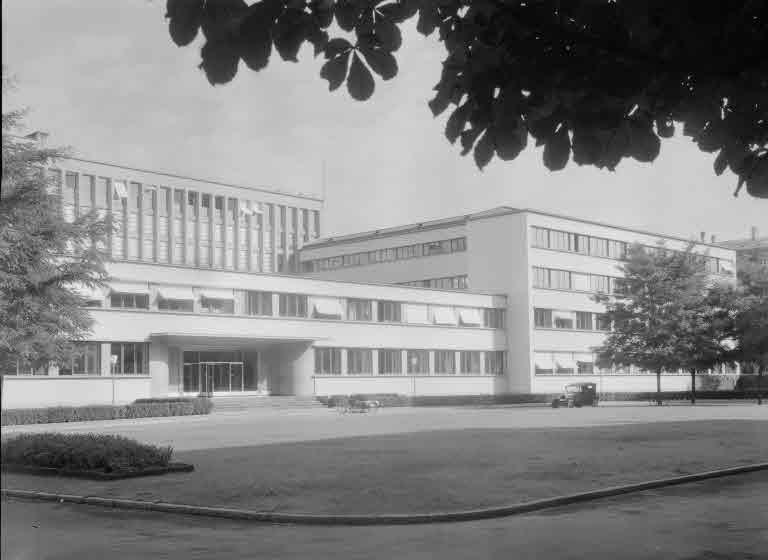
Der Neubau, Aufnahme von ca. 1936

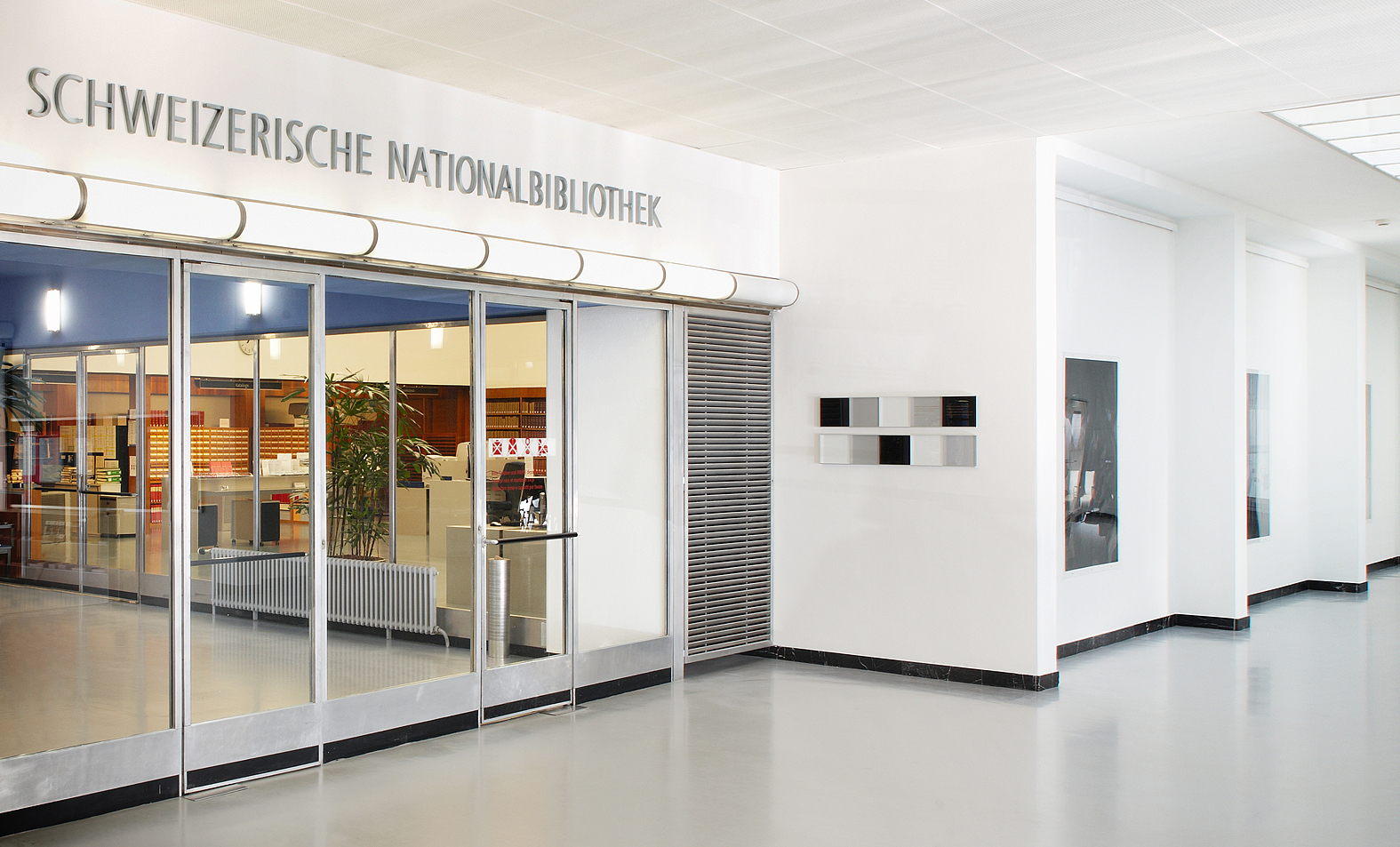
Eingang zu den Publikumsräumen

Bereits zur Zeit der Helvetischen Republik um 1800 wurde ein Projekt für eine Schweizerische Nationalbibliothek entworfen, konnte aber nicht realisiert werden. Der erste Standort war 1895 eine Vierzimmerwohnung ohne elektrische Beleuchtung und ohne Telefonanschluss an der Christoffelgasse 7 in Bern. 1899 erfolgte der Umzug in das Gebäude des Schweizerischen Bundesarchivs und 1931 an die heutige Adresse Hallwylstrasse 15 im Berner Kirchenfeldquartier.
An diesem Ort wurde nach landesweitem Wettbewerb 1927 in den Jahren 1929 bis 1931 nach den Plänen der Architekten Oeschger, Kaufmann und Hostettler ein Neubau errichtet, der als früher Vertreter der architektonischen Moderne («Neues Bauen») heute unter Denkmalschutz steht. Dabei sind die einzelnen Gebäudeteile im Sinne des Funktionalismus klar voneinander getrennt.
Das achtgeschossige Büchermagazin, konsequent als Hochhaus ausgebildet und auf dem Ausbauraster von 1,52 m aufgebaut, das gleichzeitig den Achsabstand der Regale wie der Fensterachsen entspricht, bildet gleichsam das Rückgrat des Gebäudes, angelagerte Verwaltungstrakte ergänzen die Figur zu einer Art Ehrenhof, die auf das gegenüberliegende Gymnasium reagiert. In der Mitte liegt der oberlichtbeleuchtete Lesesaal, der so ins eigentliche Zentrum der Anlage gerückt wird. Zwischen 1994 und 1997 wurde ein neues Büchermagazin, bestehend aus sieben unterirdischen Stockwerken, gebaut. 2001 kehrte die Bibliothek aus einem Provisorium an ihren alten Standort zurück, nachdem das Bürogebäude renoviert und der ehemalige Bücherturm neuen Funktionen zugeführt worden waren. Ein zweites unterirdisches Magazin wurde im Jahr 2009 eröffnet. Dieses besteht aus vier Stockwerken.
Das im Jahr 2000 in Neuenburg eröffnete Centre Dürrenmatt Neuchâtel (CDN) wurde nach Plänen von Mario Botta auf dem Gelände von Dürrenmatts Privathaus und unter Einbezug des bestehenden Gebäudes errichtet.

## Erwerbung
Im Gegensatz zu anderen Ländern wie Deutschland oder Frankreich ist die Abgabe eines Pflichtexemplars in der Schweiz nicht gesetzlich verankert.  Die NB und die Schweizer Verlagsverbände haben eine Vereinbarung über die Abgabe eines Gratisexemplars getroffen. Die aktuell gültige Fassung dieser Vereinbarung vom 31. Januar 2018 wurde unterzeichnet von der NB sowie vom Schweizer Buchhändler- und Verleger-Verband (SBVV, heute: Schweizer Buchhandels- und Verlags-Verband SBVV), der Société des Libraires et Éditeurs de la Suisse romande (SLESR, heute LIVRESUISSE) und der Società Editori della Svizzera italiana (SESI, seit 2019 Associazione Librai ed Editori della Svizzera Italiana ALESI). Schweizer Vereine, Firmen und andere Körperschaften sowie Schweizer Autoren sind gehalten, von ihren Publikationen, die ausserhalb von Verlagswesen und Buchhandel erscheinen (so genannte «Graue Literatur»), der NB ebenfalls ein Exemplar zur Verfügung zu stellen.

## Benutzung

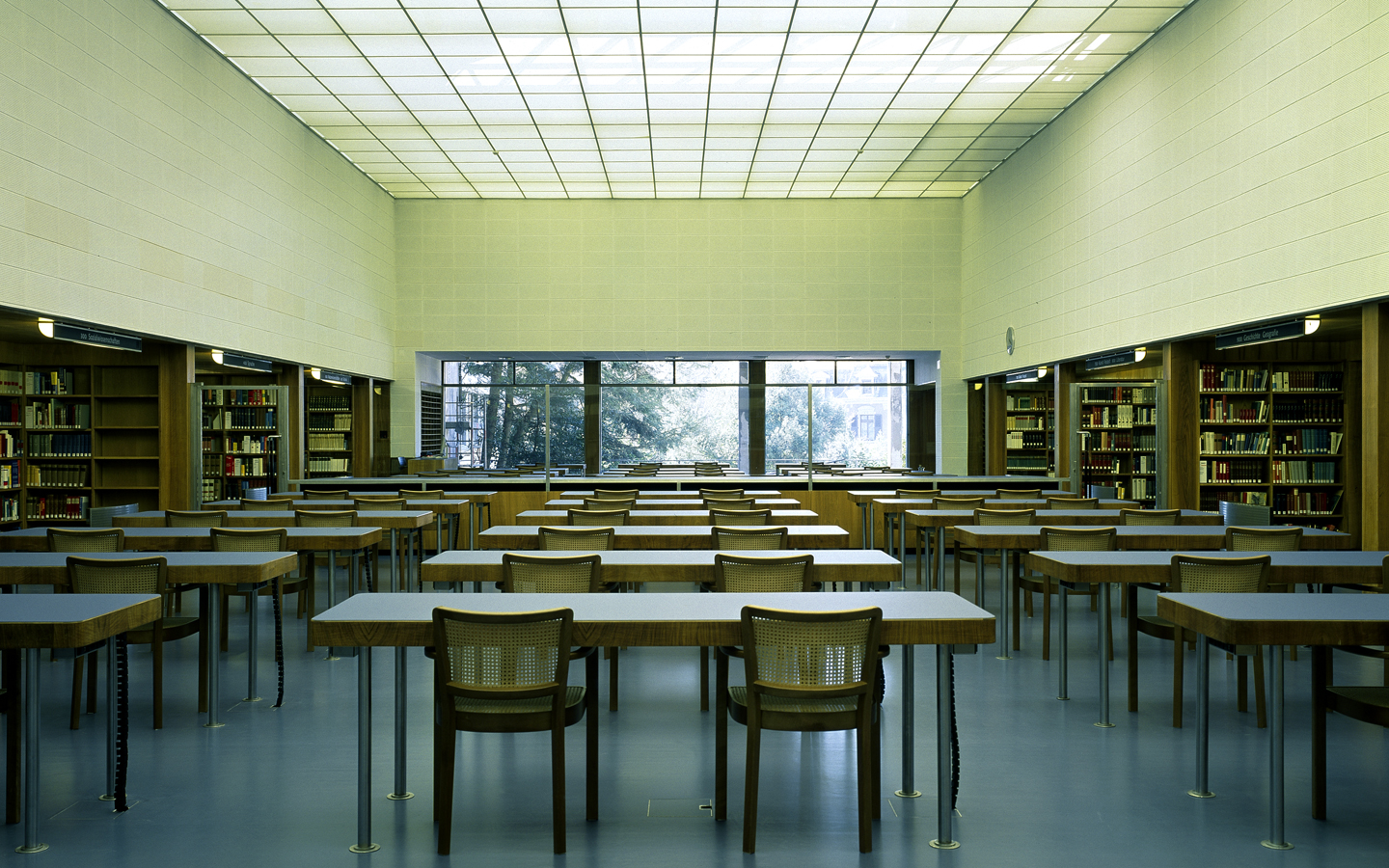
Hauptlesesaal

In Bezug auf die Nutzung der Sammlungen ist die Schweizerische Nationalbibliothek ist eine Mischung von Leih- und Präsenzbibliothek. Medien, die besonders wertvoll oder fragil sind, Bücher, die älter als 50 Jahre sind, sowie urheberrechtlich geschützte Periodika und elektronische Medien dürfen nur im Lesesaal benutzt werden. Jüngere Bücher können nach Hause ausgeliehen werden. Die Einschreibung und die im Jahr 1900 eingeführte Ausleihe sind für alle Benutzer gratis. Einschreiben können sich Personen mit festen Wohnsitz in der Schweiz oder in Liechtenstein, die das 15. Altersjahr vollendet haben.
Seit 2003 bietet die Bibliothek ihre diversen Recherchedienstleistungen unter dem Namen SwissInfoDesk an.

## Online-Suchinstrumente
HelveticAll ermöglicht den Zugang zu den Ressourcen der wichtigsten Kataloge der NB: Helveticat, Kollektivkatalog der Schweizer Plakate, Bibliographie der Schweizergeschichte, Katalog der Schweizerischen Nationalphonothek, HelveticArchives und E-Periodica.
Helveticat ist der Online-Katalog (OPAC) der NB. In Helveticat nachgewiesen sind alle Monografien, Musikalien, Mikroformen, Multimedia, Karten und Atlanten, hingegen nur ein Teil der Zeitungen und Zeitschriften, die sich in der NB befinden. Daneben enthält Helveticat auch Einträge zu Tondokumenten der Schweizerische Nationalphonothek. Das älteste gedruckte Buch, das in Helveticat verzeichnet ist, stammt aus dem Jahre 1465. Die Sacherschliessung erfolgt erst seit 1998 in Helveticat, die Daten des alten Kataloglogs wurden im Jahr 2023 jedoch in Helveticat importiert. Um die thematische Suche mit französischen und englischen Schlagworten zu ermöglichen, wurde Helveticat ausserdem mit solchen Schlagwörtern aus externen Quellen angereichert.
HelveticArchives ist die Archivdatenbank der NB. Sie ging am 23. Mai 2008, dem 100. Geburtstag von Annemarie Schwarzenbach, online. Die gesamten Archivbestände der NB (Schweizerisches Literaturarchiv, Graphische Sammlung, Eidgenössisches Archiv für Denkmalpflege, Spezialsammlungen) sind darin nachgewiesen.
Die NB führt auch das Gesamtverzeichnis der Schweizer Gedächtnisinstitutionen, seit dem 1. Mai 2024 unter dem Namen Schweizer ISIL-Verzeichnis.
Weitere Online-Suchinstrumente der NB sind die Nationalbibliografie Das Schweizer Buch, die Fachbibliografie zur Schweizer Geschichte und der Kollektivkatalog der Schweizer Plakate (KKSP), ein Gemeinschaftswerk in Zusammenarbeit mit Partnerinstitutionen.

## Museumsquartier Bern
Die Nationalbibliothek ist Mitglied im Verein Museumsquartier Bern, der seit Juni 2021 die organisatorische Kammer für die Zusammenarbeit der Kulturinstitutionen im Museumsquartier bildet.

## Personalbestand 2007 bis 2015
| Jahr | Vollzeitstellen |
| ---- | --------------- |
| 2007 | 126             |
| 2008 | 126             |
| 2009 | 130             |
| 2010 | 131             |
| 2011 | 129             |
| 2012 | 126             |
| 2013 | 125             |
| 2014 | 128             |
| 2015 | 127             |